# Međuvladin panel o klimatskim promjenama
Međuvladin panel o klimatskim promjenama (engleski: Intergovernmental Panel on Climate Change, IPCC) nastao je 1988. na poticaj Ujedinjenih naroda, Svjetske meteorološke organizacije i Programa za okolinu UN-a (UNEP) da bi procijenio rizik od klimatskih promjena uzrokovanih ljudskom aktivnošću.
IPCC je 2007. godine podijelio Nobelovu nagradu za mir s bivšim potpredsjednikom SAD-a Alom Goreom.
IPCC ne vrši istraživanja, niti prati klimatske i druge fenomene. Jedna od glavnih aktivnosti IPCC je izdavanje posebnih izvještaja vezanih uz primjenu Okvirne konvencije UN o promjeni klime (UNFCCC). IPCC svoje procjene uglavnom temelji na znanstvenoj literaturi. IPCC-ovi izvještaji često se citiraju u debatama vezanim uz promjene klime. Većina država i međunarodnih organizacija smatra UN-ov klimatski panel autoritetom. Sve IPCC-ove tehničke izvještaje detaljno provjeravaju znanstvenici.  

## Napomene i reference
1. ↑  The Nobel Peace Prize for 2007